# Finestra di lancio
Nel contesto del volo spaziale, una finestra di lancio è un intervallo di tempo continuativo durante il quale un determinato veicolo (razzo, Space Shuttle, ecc) deve essere lanciato per poter raggiungere la sua destinazione. Se il veicolo non viene lanciato all'interno della "finestra", deve attendere la finestra successiva. Le finestre di lancio possono susseguirsi in giorni consecutivi per un determinato periodo, in tal caso l'intervallo dei giorni con una finestra di lancio si chiama periodo di lancio.
Per i viaggi in orbite terrestri arbitrariamente grandi, quasi qualunque momento va bene, ma se la navicella intende effettuare un rendezvous con una stazione spaziale, come la Stazione spaziale internazionale o un altro veicolo già in orbita, il lancio deve essere accuratamente programmato per avvenire quando il  piano orbitale del veicolo bersaglio interseca il sito di lancio e la finestra di lancio è solitamente istantanea.
Per lanci al di sopra dell'orbita terrestre bassa (LEO), il tempo di lancio effettivo può essere piuttosto flessibile se viene utilizzata un'orbita di parcheggio, in quanto l'inclinazione e il tempo che la navicella trascorre inizialmente nell'orbita di parcheggio possono essere variati.
Per andare su un altro pianeta utilizzando la semplice orbita di trasferimento alla Hohmann usando poca energia, se l'eccentricità delle orbite non è un fattore determinante, i periodi di lancio sono periodici secondo il periodo sinodico; per esempio nel caso di Marte il periodo sinodico è di 2,135 anni, cioè 780 giorni. Ogni 780 giorni c'è un periodo di lancio di uno o più mesi, con finestre di lancio di alcune ore ogni giorno. Nei casi più complessi, compreso l'uso delle fionde gravitazionali, i periodi di lancio sono irregolari. A volte vengono a crearsi rare opportunità come quando la Voyager 2 ha approfittato di un allineamento planetario che avviene ogni 175 anni per andare su Giove, Saturno, Urano e Nettuno. Quando un'opportunità è persa, può essere selezionato un altro bersaglio. Ad esempio la missione dell'ESA Rosetta era originariamente destinata alla cometa 46P/Wirtanen, ma un problema ritardò il lancio e si dovette scegliere il nuovo obiettivo: la cometa 67P/Churyumov-Gerasimenko.
I periodi di lancio sono spesso calcolati dai grafici di porkchop che mostrano il delta-v necessario per realizzare la missione comparato con il tempo di lancio.

## Questioni specifiche
Le missioni dello Space Shuttle sulla Stazione spaziale internazionale sono state limitate dall'angolo beta. L'angolo Beta ({\displaystyle \beta }) è definito come l'angolo tra il piano dell'orbita e il vettore dal Sole  a causa della relazione tra l'angolo beta di un oggetto orbitante, in questo caso la ISS, e la percentuale della sua orbita impiegato nella luce solare, la generazione di energia solare e il controllo termico sono influenzati da questo angolo beta.  I lanci dello Shuttle verso la ISS venivano normalmente tentati quando la ISS è in orbita con un angolo beta di meno di 60 gradi.